# Santa Catarina Ticuá
Santa Catarina Ticuá là một đô thị thuộc bang Oaxaca, México. Năm 2005, dân số của đô thị này là 919 người.